# Castellorizon
A Castellorizon egy nyitó szám David Gilmour harmadik szólóalbumáról, az On an Island-ról. A dal különböző, az album későbbi számaiban is hallható hangokkal kezdődik, csak úgy, mint a Pink Floyd híres The Dark Side of the Moon albumáról származó Speak to Me című szám, majd egy gitárszóló következik, ami felöleli az egész dalt, a háttérben pedig egy zenekar hallható Zbigniew Preisner vezényletével. David-et egy görög szigeten, Kastelorizo-n töltött este inspirálta a dal megírására, amely átcsúszik a következő számba, az On an Island-be. A szám Grammy-díjat kapott "Legjobb Hangszeres Rock Előadás" címen a 49. Grammy-díj átadón, majd az 51-en újra elnyerte ezt a címet a Live in Gdańsk albumról.

## Külső hivatkozások
- Hivatalos oldal (angolul)